# Александар Чаврич
Александар Чаврич (серб. Александар Чаврић / Aleksandar Čavrić, 18 травня 1994, Вуковар, Хорватія) — сербський футболіст, нападник клубу «Слован» (Братислава).

## Клубна кар'єра

### «Банат» (Зренянин)
Вихованець клубу «Банат» з міста Зренянин. Перед весняною частиною сезону 2010/11 Чаврич був включений до основної команди і 15 червня 2011 року у 34-му турі другого дивізіону чемпіонату Сербії дебютував за неї у матчі проти команди «Млади Радник» (2:4), вийшовши на останні чотири хвилини гри.
Свій перший і єдиний гол за рідний клуб він забив у 12-му турі чемпіонату, зіграному 22 жовтня 2011 року проти «Радничок» (Ниш), забивши на 41-й хвилині другий гол і в підсумку допоміг «Банату» перемогти у тому матчі з рахунком 3:2. Всього за рідну команду Чаврич провів 13 ігор в усіх турнірах і забив 1 гол.

### ОФК Белград
Перед початком сезону 2012/13 Саврич перейшов до столичної вищолігової команди ОФК Белград і дебютував у сербській Суперлізі 11 серпня 2012 року, вийшовши на поле на 60-й хвилині матчу проти клубу «Доні Срем» (0:1).
Перший гол у вищому дивізіоні Чаврич забив 2 листопада 2013 року в поєдинку з «Явором» (3:1), збільшивши на 58-й хвилині перевагу своєї команди до рахунку 2:0 і загалом до кінця сезону 2013/2014 він забив 11 голів у чемпіонаті, ставши найкращим бомбардиром ОФК і третім найкращим бомбардиром сербської Суперліги.

### «Генк» та оренда в «Орхус»
На початку наступного сезону Александар продовжував демонструвати високу результативність, забивши 3 голи у перших чотирьох іграх, після чого у серпні 2014 року перебрався за 1,5 мільйона євро до Бельгії, де підписав контракт з місцевою командою «Генк». У футболці «Генка» він дебютував у чемпіонаті у восьмому турі, 20 вересня 2014 року проти клубу «Мускрон» (2:1), вийшовши на поле за сім хвилин до кінця матчу. Втім закріпитись у новій команді нападник не зумів, протягом року зігравши лише 18 матчів у Суперлізі і лише в шести випадках виходив з першої хвилини, так і не забивши жодного голу.
В результаті у серпні 2015 року серба віддали в оренду в данський «Орхус», за який він дебютував у чемпіонаті 18 вересня 2015 року в дев'ятому турі в поєдинку з клубом «Сеннер'юск» (1:2), вийшовши на заміну на 69-й хвилині. Втім і у цій команді Чаврич не показував високої результативності — свій перший і єдиний гол за клуб він забив у 18-му турі чемпіонату в домашній грі проти «Мідтьюлланда» (2:1). З командою він дійшов до фіналу Кубка Данії. У вирішальному матчі серб залишився на лаві запасних, а його одноклубники програли «Копенгагену» з рахунком 1:2 і не здобули трофей.

### «Слован» (Братислава)
У вересні 2016 року Чаврич підписав чотирирічний контракт з братиславським «Слованом». У цій команді він знову перетнувся з тренером Владимиром Раденковичем, який тренував Чаврича як помічник тренера у молодіжній збірній Сербії до 21 року.
Перший матч ліги за «Слован» серб провів у 8-му турі, 10 вересня 2016 року, в поєдинку з миявським «Спартаком» (1:2), коли на 58-й хвилині замінив Гранвальда Скотта. Вперше забив у футболці «Словану» у своєму третьому матчі чемпіонату, в поєдинку із «Земпліном» (3:1), коли на 19-й хвилині відкрив рахунок у матчі і загалом у дебютному сезоні забив 4 голи у 19 іграх чемпіонату. Крім того, 1 травня 2017 року він грав зі «Слованом» у фіналі кубку та забив гол на 62-й хвилині матчу, здобувши перемогу з рахунком 3:0 над «Скалицею» і здобувши перший трофей у своїй кар'єрі.
У наступному сезоні серб покращив свою результативність, забивши 12 голів у чемпіонаті, в тому числі зробив хет-трик у грі проти «Жиліни» (6:0) , ставши в підсумку найкращим бомбардиром команди разом із Якубом Марешом і разом з іншим товаришем по команді Борисом Секуличем був включений до символічної збірної чемпіонату Словаччини 2017/18, а також вдруге поспіль виграв національний кубок.
Надалі результативність Чаврича впала. Він забив свій перший в кар'єрі гол у єврокубках у кваліфікації Ліги Європи 2018/19 проти «Бальцана» з Мальти (3:1), тим не менш у чемпіонаті забив лише 4 голи у 27 іграх. Незважаючи на це, команда стала чемпіоном Словаччини, а серб як і його товариші по команді Домінік Грейф, Василь Божиков, Марин Любичич, Моха та Андраж Шпорар були включені до символічної збірної чемпіонату 2018/19, що для Чаврича було вдруге поспіль.
У сезоні 2019/20 Чаврич виграв зі столичною командою чемпіонат і Кубок Словаччини, а наступного року допоміг «Словану» захистити «золотий дубль» вперше в історії клубу. Також навесні 2021 року він провів свій ювілейний 100-й матч чемпіонату у футболці братиславського клубу.
У сезоні 2021/22 Александар зіграв у 24 іграх чемпіонату, забив 3 голи і допоміг своєму клубу здобути четвертий титул чемпіона поспіль, завдяки чому «Слован» став першим в історії словацького футболу клубом, який зумів показати такий результат.

## Виступи за збірні
У 2011—2013 роках Чаврич виступав за юнацьку збірну Сербії до 19 років, з якою брав участь у двох юнацьких чемпіонатах Європи та виграв золоті медалі на другому з них, 2013 року в Литві, але зіграв на турнірі лише в одній грі групового етапу проти Франції (1:1).
У 2014—2017 роках Алексанадар грав за молодіжну збірну Сербії до 21 року. З нею брав участь у молодіжному чемпіонаті Європи 2015 року, що проходив у Чехії, де зіграв у двох матчах. а серби не вийшли з групи. За два роки з цією ж командою також вийшов на молодіжний чемпіонат Європи 2017 року в Польщі. Там у першому ж матчі групи B з Португалією (0:2) Чаврич отримав травму і був змушений піти з поля після першого тайму, після чого на турнірі більше не грав, а Сербія знову не подолала груповий бар'єр.

## Статистика
Станом на 16 червня 2022
| Клуб                | Сезон   | Чемпіонат | Чемпіонат | Кубок | Кубок | Міжнародні | Міжнародні | Всього | Всього |
| Клуб                | Сезон   | Ігор      | Голів     | Ігор  | Голів | Ігор       | Голів      | Ігор   | Голів  |
| ------------------- | ------- | --------- | --------- | ----- | ----- | ---------- | ---------- | ------ | ------ |
| Банат               | 2010–11 | 1         | 0         | 0     | 0     | —          | —          | 1      | 0      |
| Банат               | 2011–12 | 10        | 1         | 2     | 0     | —          | —          | 12     | 1      |
| Банат               | Всього  | 11        | 1         | 2     | 0     | —          | —          | 13     | 1      |
| ОФК Белград         | 2012–13 | 20        | 0         | 3     | 1     | —          | —          | 23     | 1      |
| ОФК Белград         | 2013–14 | 30        | 11        | 3     | 1     | —          | —          | 33     | 12     |
| ОФК Белград         | 2014–15 | 4         | 3         | 0     | 0     | —          | —          | 4      | 3      |
| ОФК Белград         | Всього  | 54        | 14        | 6     | 2     | —          | —          | 60     | 16     |
| Генк                | 2014–15 | 16        | 0         | 1     | 0     | —          | —          | 17     | 0      |
| Генк                | 2015–16 | 2         | 0         | 0     | 0     | —          | —          | 2      | 0      |
| Генк                | Всього  | 18        | 0         | 1     | 0     | —          | —          | 19     | 0      |
| Орхус               | 2015–16 | 19        | 1         | 3     | 0     | —          | —          | 22     | 1      |
| Слован (Братислава) | 2016–17 | 19        | 4         | 5     | 4     | —          | —          | 24     | 8      |
| Слован (Братислава) | 2017–18 | 26        | 12        | 5     | 1     | 3          | 0          | 34     | 13     |
| Слован (Братислава) | 2018–19 | 27        | 4         | 0     | 0     | 6          | 1          | 33     | 5      |
| Слован (Братислава) | 2019–20 | 7         | 2         | 1     | 0     | 6          | 1          | 14     | 3      |
| Слован (Братислава) | 2020–21 | 32        | 3         | 1     | 0     | 1          | 0          | 34     | 3      |
| Слован (Братислава) | 2021–22 | 25        | 3         | 5     | 0     | 13         | 1          | 43     | 4      |
| Слован (Братислава) | Всього  | 136       | 27        | 17    | 5     | 29         | 3          | 182    | 35     |
| Загалом             | Загалом | 238       | 43        | 29    | 7     | 29         | 3          | 296    | 53     |

## Досягнення
- Чемпіон Словаччини (5): 2018/19, 2019/20, 2020/21, 2021/22, 2022/23
- Володар Кубка Словаччини (4): 2016/17, 2017/18, 2019/20, 2020/21
- Чемпіон Європи серед 19-річних: 2013